# St. Lewis River
Der St. Lewis River ist ein ca. 165 km langer Zufluss der Labradorsee im äußersten Südosten der Labrador-Halbinsel in der kanadischen Provinz Neufundland und Labrador.

## Flusslauf
Das Quellgebiet des St. Lewis River befindet sich 110 km nördlich von Rivière-Saint-Paul auf einer Höhe von 450 m. Der Fluss fließt anfangs 30 km nach Südosten. Anschließend wendet er sich nach Osten und schließlich in Richtung Ostnordost. Das Einzugsgebiet grenzt im Süden an das  des Pinware River. Der St. Lewis River mündet schließlich in das obere Ende des St. Lewis Inlet, einem 35 km langen Fjord an der östlichen Labradorküste. Der Unterlauf ist durch enge Schluchten gekennzeichnet.

## Hydrologie
Der St. Lewis River entwässert ein Areal von 2590 km². Der mittlere Abfluss liegt bei 69 m³/s. Der Fluss führt gewöhnlich im Mai die größten Wassermengen mit im Mittel 292 m³/s.

## Flussfauna
Im Unterlauf des St. Lewis River kommt der Atlantische Lachs vor. Bei Flusskilometer 25,4, 25,9 und 26,8 befinden sich Wasserfälle mit 12,2, 3 und 6,1 m Höhe. Der letzte Wasserfall stellt für Wanderfische ein unüberwindbares Hindernis dar.